# Arno Spitz
Arno Spitz (* 24. April 1920 in Berlin; † 25. Mai 2014 ebenda) war ein deutscher Verleger.

## Leben
Arno Spitz wuchs in Finowfurt auf. Wegen der jüdischen Abstammung seines Vaters durfte er während der Zeit des Nationalsozialismus in Deutschland nicht studieren. Er wurde jedoch zum Wehrdienst eingezogen. Nach Ende des Zweiten Weltkrieges studierte er zunächst Architektur und Staatswissenschaften, ging aber 1948 in die Vereinigten Staaten, wohin sein Vater ausgewandert war. Als Bauunternehmer und Grundeigentümer erwarb er ein beträchtliches Vermögen. Ab 1956 studierte er am Genfer Hochschulinstitut für internationale Studien und in Fribourg Völkerrecht und dann in den USA Verlagswesen und Journalistik. Nach dem Bau der Berliner Mauer 1961 kehrte er nach Berlin zurück und gründete 1962 den Berlin Verlag Arno Spitz GmbH. 
Schwerpunkte des Verlages waren Internationale Beziehungen, Recht und Wirtschaft der mittel- und osteuropäischen Länder und deren Transformation nach 1989 sowie die zeitgeschichtliche Forschung zur DDR. Außerdem kamen unter dem Reihentitel zahlreiche "Orientierungshilfen" heraus, hierbei handelte es sich um bibliographische Nachschlagewerke zu einzelnen Fachgebieten. 1992 verkaufte er seine Verlagsanteile, der Verlag wurde von der Nomos Verlagsgesellschaft übernommen und am 1. August 2002 in BWV Berliner Wissenschafts-Verlag umbenannt. Durch das Engagement von Arno Spitz konnte ab 1974 die zwischen 1924 und 1962 von seinem Genfer Lehrer Hans Wehberg herausgegebene Zeitschrift Die Friedens-Warte wieder erscheinen.

## Weblink
- Zeitzeugen-Interview für das Haus der Bayerischen Geschichte

| Personendaten    | Personendaten      |
| ---------------- | ------------------ |
| NAME             | Spitz, Arno        |
| ALTERNATIVNAMEN  | Harttung, Arnold   |
| KURZBESCHREIBUNG | deutscher Verleger |
| GEBURTSDATUM     | 24. April 1920     |
| GEBURTSORT       | Berlin             |
| STERBEDATUM      | 25. Mai 2014       |
| STERBEORT        | Berlin             |